# Penicillium verrucosum
Penicillium verrucosum Dircx – gatunek grzybów z rodziny Aspergillaceae. Mikroskopijny grzyb strzępkowy.

## Systematyka i nazewnictwo
Pozycja w klasyfikacji według Index Fungorum: Penicillium, Aspergillaceae, Eurotiales, Eurotiomycetidae, Eurotiomycetes, Pezizomycotina, Ascomycota, Fungi.
Neotyp IMI 200310 (designated by Frisvad & Samson, Stud. Mycol. 49: 29. 2004).
Synonimy:
- Penicillium casei W. Staub 1911
- Penicillium casei var. compactum S. Abe 1956
- Penicillium gerundense C. Ramírez & A.T. Martínez 1980[2].

## Morfologia i fizjologia
Hodowla na różnych podłożach jest jedną z metod identyfikacji gatunków rodzaju Penicillium. Penicillium verrucosum rośnie wolno. Po 7 dniach na podłożu Czapek (CYA) kolonia osiąga od 15 do 25 mm wzrostu średnicy, podobnie na podłożu MEA). Na podłożach tych ma białą grzybnię i szaro-zielone do matowozielonych konidia. Rewers na CYA ma kolor od żółto-brązowego do ciemnobrązowego i od matowego brązu do oliwkowego na MEA. Niektóre szczepy mogą mieć różnokolorowe konidia, w tym ciemnozielone i niebiesko-zielone. Na CYA zarodnikuje bardziej niż na MEA. Konidia mają gładkie ściany i średnicę od około 2,5 do 3,0 μm. Początkowo są elipsoidalne, później a później kuliste lub prawie kuliste. Konidiofory zwykle rozgałęzione dwustopniowo, czasem trójstopniowo. Mają szorstkie ściany ze ściśle upakowanymi gałęziami i metulami. Fialidy krótkie, kolbowate z wyraźnymi szyjkami.
P. verrucosum ma charakterystyczny zapach, który określa się jako ziemisty i ostry. Konidia mają zdolność kiełkowania w temperaturach od 0 do 31 °C, ale optymalne temperatury do kiełkowania mieszczą się między 21 °C a 23 °C. Produkty metaboliczne tego grzyba to: 2-okten-1-ol i 1-oktanol oraz ochratoksyna A, brewianamid A, cytrynina, kwas penicylowy, ergosterol, palmitynian ergosterylu, mezo-erytrytol, mannitol, kwas wiridikatowy, wiridikatol, wiridikatyna, ksantomegnina, wiomegnina, rubrosulfin, viopurpurine, 3-O-methylviridicatin, cyclopenin, cyclopenol.

## Występowanie i znaczenie
Penicillium verrucosum to gatunek psychrofilny, żyjący w niskich temperaturach. Występuje w klimacie umiarkowanym i chłodnym, głównie w Europie Północnej, w niektórych częściach Ameryki Północnej i Ameryki Południowej. Rozwija się na zbożach, nasionach i butwiejącej roślinności, oraz w paszach dla zwierząt, w których zboża (zwykle jęczmień, pszenica i żyto) są głównym składnikiem. Ale notowano go także na korzeniach i nasionach pomidora i na jabłkach, na których jest jednym z gatunków pędzlaków (Penicillium) wywołujących mokrą zgniliznę jabłek.

## Zatrucia u ludzi i zwierząt
P. verrucosum wytwarza bardzo silną mykotoksynę zwaną ochratoksyną A (OTA). Ma ona dla ludzi i wielu zwierząt działanie immunosupresyjne, genotoksyczne i kancerogenne (rakotwórcze). Po spożyciu paszy skażonej tą mykotoksyną świnie hodowane w Europie Północnej i Środkowej zapadają na zapalenie nerek. Stwierdzono, że spożycie zanieczyszczonego nią jęczmienia jest toksyczne dla szczurów, a zanieczyszczony ryż jest toksyczny dla myszy. W latach 50. XX wieku na obszarach bliskich geograficznie, takich jak Bułgaria, Jugosławia i Rumunia, pojawiały się doniesienia o chorobach nerek wśród ludzi i wysokich wskaźnikach śmiertelności. Zjawisko to nazwano bałkańską endemiczną nefropatią. Spowodowana ona była spożywaniem mięsa świni skażonego ochratoksyną A. Gromadziła się ona w tkance tłuszczowej świń, a nie była wydalana ze względu na jej rozpuszczalność w tłuszczu. W Europie podjęto wysiłki, aby monitorować poziomy OTA w żywności, tworząc przepisy dotyczące maksymalnych dopuszczalnych jej poziomów. Tworzenie wytycznych pozwala na zwrócenie szczególnej uwagi na lokalne specjały, takie jak kaszanki i kiełbaski, które przyrządza się z krwi wieprzowej.